# Guillermo Molins
Guillermo Molins (Montevideo, 26 september 1988) is een Uruguayaans-Zweedse voetballer die bij voorkeur als rechtshalf speelt. Hij verruilde Sarpsborg 08 FF in april 2021 voor Rosenborg BK.

## Carrière
Molins emigreerde als kind met zijn gezin naar Zweden. Molins sloot zich er aan bij voetbalclub Kävlinge GIF. Molins wisselde regelmatig van club alvorens in augustus 2005 bij de beloften van Malmö FF te belanden. Een jaar later maakte de dan achttienjarige rechtermiddenvelder zijn debuut in het eerste elftal.
De eerste twee seizoenen mocht Molins een paar keer invallen. Nadien groeide hij uit tot een vaste waarde in het eerste elftal van Malmö. Hij liet zich vooral opmerken met zijn snelheid en dribbels. In 2010 veroverde hij met Malmö de landstitel.
Op 15 juni 2011 trok Molins naar het buitenland. Hij verhuisde naar RSC Anderlecht, waar enkele weken eerder zijn landgenoot en ex-ploegmaat Behrang Safari had getekend. Anderlecht betaalde €550.000 voor de Zweedse rechtsbuiten, maar reeds 10 dagen later liep hij tijdens een oefenmatch met tegen Knokke een knieblessure op die hem uitschakelde tot februari 2012.
Op 18 maart 2012 speelde Molins zijn eerste officiële minuten in het shirt van RSC Anderlecht op het veld van STVV. Molins kwam in het veld bij een 2-1-stand, uiteindelijk eindigde de wedstrijd op 2-2. Pas anderhalve maand later, op 6 mei 2012 speelde Molins weer enkele minuten in de titelwedstrijd thuis tegen Club Brugge. Weer viel hij in bij een achterstand, 0-1, om in de 94ste minuut Guillaume Gillet een penalty te zien binnentrappen en zo met zijn ploegmaats de 31ste landstitel van RSC Anderlecht te kunnen vieren. Vier dagen later, op 10 mei 2012, speelde Molins dan zijn eerste volledige wedstrijd. RSC Anderlecht, dat veel basisspelers liet rusten, verloor met 2-0 bij KV Kortrijk. Molins trapte één mooie vrije trap, maar kwam niet tot scoren.
In januari 2013 leende Anderlecht hem voor zes maanden uit aan Real Betis.

## International
Molins speelde tussen 2008 en 2010 regelmatig voor de beloften van Zweden. In 2009 maakte hij dan ook deel uit van de selectie die deelnam aan het EK -21 dat plaatsvond in zijn thuisland.
Op 20 januari 2010 maakte Molins zijn debuut bij de nationale ploeg. Het was bondscoach Erik Hamrén die hem voor het eerst selecteerde. Het ging om een vriendschappelijke wedstrijd tegen Oman. In zijn zesde interland, op 21 januari 2014 tegen IJsland, maakte hij zijn eerste interlandtreffer.

## Statistieken
| Seizoen         | Club              | Land                 | Competitie         | Competitie | Competitie | Beker | Beker | Internationaal | Internationaal | Totaal | Totaal |
| Seizoen         | Club              | Land                 | Competitie         | Wed.       | Dlp.       | Wed.  | Dlp.  | Wed.           | Dlp.           | Wed.   | Dlp.   |
| --------------- | ----------------- | -------------------- | ------------------ | ---------- | ---------- | ----- | ----- | -------------- | -------------- | ------ | ------ |
| 2005/06         | Malmö FF          | Vlag van Zweden      | Allsvenskan        | 5          | 0          | 0     | 0     | 0              | 0              | 5      | 0      |
| 2006/07         | Malmö FF          | Vlag van Zweden      | Allsvenskan        | 9          | 0          | 2     | 0     | 0              | 0              | 11     | 0      |
| 2007/08         | Malmö FF          | Vlag van Zweden      | Allsvenskan        | 27         | 2          | 3     | 2     | 0              | 0              | 30     | 4      |
| 2008/09         | Malmö FF          | Vlag van Zweden      | Allsvenskan        | 28         | 3          | 1     | 0     | 0              | 0              | 29     | 4      |
| 2009/10         | Malmö FF          | Vlag van Zweden      | Allsvenskan        | 28         | 7          | 2     | 1     | 0              | 0              | 30     | 8      |
| 2010/11         | Malmö FF          | Vlag van Zweden      | Allsvenskan        | 9          | 3          | 3     | 1     | 0              | 0              | 11     | 4      |
| 2011/12         | RSC Anderlecht    | Vlag van België      | Jupiler Pro League | 4          | 0          | 0     | 0     | 0              | 0              | 4      | 0      |
| 2012/13         | RSC Anderlecht    | Vlag van België      | Jupiler Pro League | 3          | 0          | 2     | 0     | 2              | 1              | 7      | 1      |
| 2012/13         | Real Betis (huur) | Vlag van Spanje      | Primera División   | 4          | 0          | 1     | 0     | 0              | 0              | 5      | 0      |
| 2013            | Malmö FF          | Vlag van Zweden      | Allsvenskan        | 11         | 8          | 5     | 5     | 0              | 0              | 16     | 13     |
| 2014            | Malmö FF          | Vlag van Zweden      | Allsvenskan        | 11         | 8          | 0     | 0     | 0              | 0              | 11     | 8      |
| 2015            | Malmö FF          | Vlag van Zweden      | Allsvenskan        | 7          | 0          | 0     | 0     | 0              | 0              | 7      | 0      |
| 2016            | Malmö FF          | Vlag van Zweden      | Allsvenskan        | 8          | 3          | 6     | 2     | 0              | 0              | 14     | 5      |
| 2016/17         | Beijing Renhe     | Vlag van China       | China League One   | 13         | 0          | 0     | 0     | 0              | 0              | 13     | 0      |
| 2016/17         | Panathinaikos FC  | Vlag van Griekenland | Super League       | 8          | 2          | 3     | 0     | 0              | 0              | 11     | 2      |
| 2017/18         | Panathinaikos FC  | Vlag van Griekenland | Super League       | 17         | 4          | 4     | 3     | 4              | 1              | 25     | 8      |
| 2018            | Malmö FF          | Vlag van Zweden      | Allsvenskan        | 0          | 0          | 1     | 0     | 0              | 0              | 1      | 0      |
| 2019            | Malmö FF          | Vlag van Zweden      | Allsvenskan        | 26         | 6          | 4     | 3     | 13             | 4              | 43     | 13     |
| Carrière totaal | Carrière totaal   | Carrière totaal      | Carrière totaal    | 218        | 46         | 37    | 17    | 19             | 6              | 274    | 69     |

## Erelijst
Malmö FF
- Zweeds landskampioen

2010, 2013, 2014, 2016
- Zweedse Supercup

2013
 RSC Anderlecht
- Belgisch kampioen

2012, 2013
- Belgische Supercup

2012